# Dodge Ramcharger
La Dodge Ramcharger est un gros véhicule utilitaire sport construit par Dodge de 1974 à 1993. Il a également été vendu au Mexique de 1986 à 1996, puis réintroduit en 1999 et abandonné en 2001. Une version de Plymouth , baptisée Trail Duster, a été proposée de 1974 à 1981, le seul SUV de la marque. Il est apparu après l’introduction du International Harvester Scout en 1961; Ford a présenté la Ford Bronco en 1966, puis une nouvelle de GM appelée Chevrolet Blazer / GMC Jimmy en 1969.

## Première génération: 1974-1980
Pendant le développement, il était connu sous le nom de "Rhino". Le Ramcharger et le Trail Duster ont été construits à l’aide d'une plate-forme Chrysler AD raccourcie de 228.6 mm qui a été introduite en 1972. D'abord disponible en quatre roues motrices puis dans une version à propulsion uniquement disponible à partir de 1975. Les modèles de 1974 à 1980 sont livrés sans toit, avec un toit en tissu installé par le concessionnaire ou avec un toit en acier amovible en option avec une fenêtre de hayon arrière escamotable. Le modèle du début de 1974 se distingue des autres par le fait que ses piliers de porte sont fixés au toit amovible. Les "demi-portes" ont été utilisées jusqu'au 6-10-74, après quoi le toit a été modifié pour utiliser des portes de type pick-up normales. Commercialisé comme véhicule utilitaire de base, seul le siège du conducteur était un équipement standard, le siège passager étant en option jusqu'en 1976. Également en 1974, le V8 gros bloc 440 était une option, la seule année avec cette option. Une console centrale isolée était également disponible pour garder les articles au frais lorsqu'ils étaient remplis de glace.

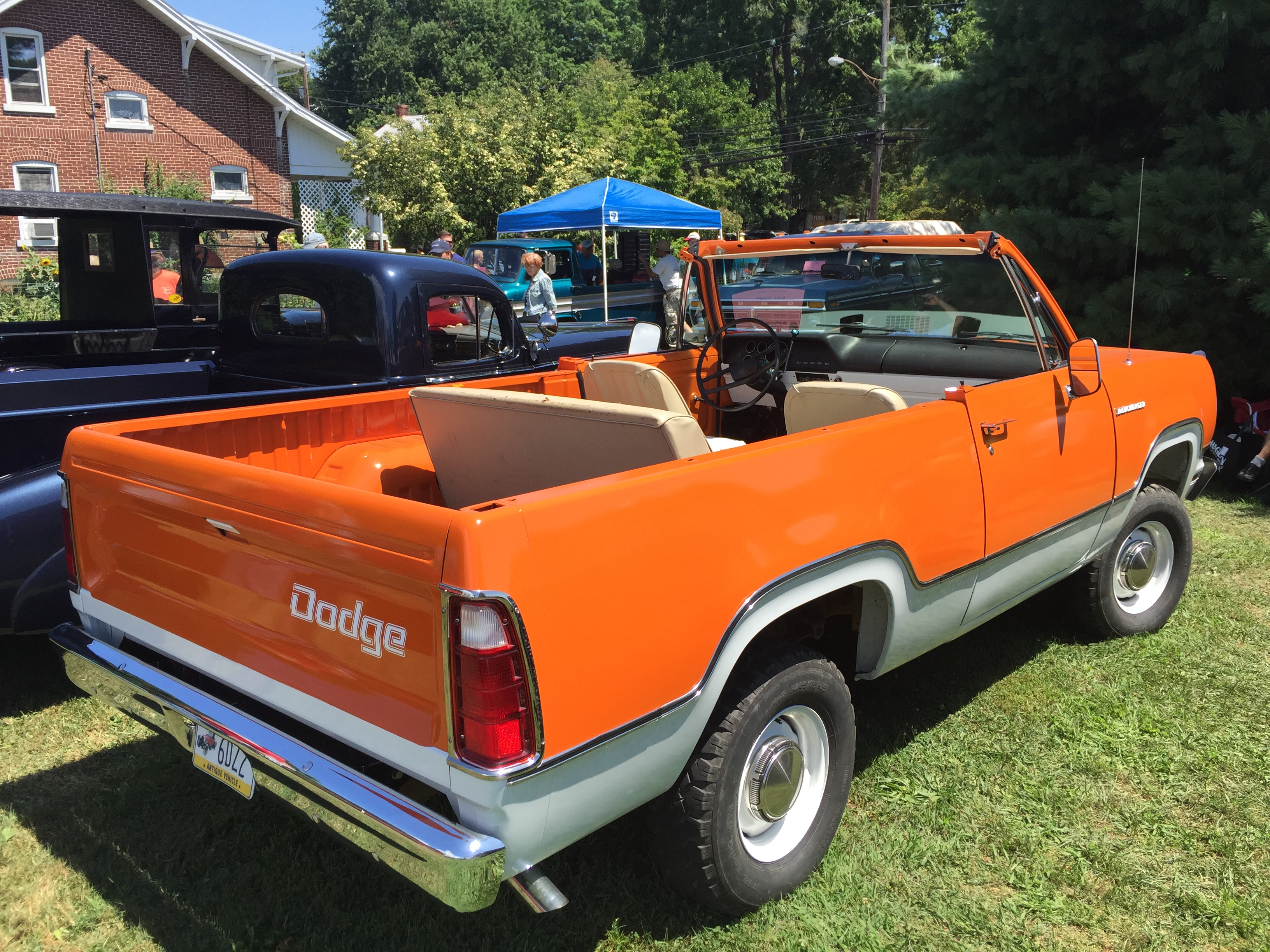
Ramcharger 1974 avec banquette arrière et passager en option

Le Ramcharger était engagé dans le rallye et se classait premier dans la compétition Sno*Drift de 1975
Le véhicule était propulsé par les moteurs Chrysler à petit bloc de la série "LA", le plus courant étant le V8 318 de 5.2 L, avec l'optionnel V8 360 de 5.9 L. Les séries «B» et «RB» à gros blocs étaient également disponibles, comme le V8 400 de 6.6 L et le V8 B 440 de 7.2 L comme options supplémentaires. En 1978 et 1979, la puissance du moteur 360 de 5,9 L a été augmentée à 256 ch (191 kW; 260 PS). En 1979, le moteur 360 de 5,9 L, était évalué à 275 ch (205 kW; 279 PS).

## Deuxième génération: 1981-1993
Le Ramcharger et Trail Duster ont suivi la refonte du nouveau pick-up D Series en 1981 et sont considérés comme la deuxième génération. Ils avaient une calandre en forme de caisse à œufs qui a été utilisée jusqu'à l'année modèle 1986, lorsque l'avant a été redessiné avec calandre en croix qui reste courante sur de nombreuses Dodge aujourd'hui. En 1991, il y a eu un autre lot de changements de calandre qui a duré jusqu'en 1993 lorsque la production américaine du Ramcharger s'est arrêtée. Les pick-ups de la deuxième génération avaient quelques niveaux de finition et d'options intérieures différents, mais peu de choses ont changé au fil des ans. Ces modèles avaient un toit en acier soudé non amovible au lieu du l'ancien amovible. Le Trail Duster n'était disponible que pendant un an avec la conception Ram et le toit en acier non amovible, car il a été abandonné après 1981.
De 1981 à 1987, tous les modèles étaient en carburateurs, mais en 1988, l’injection de carburant a été ajoutée au moteur V8 318. L'injection de carburant a été ajoutée au moteur V8 360 en 1989. La puissance de sortie pour le moteur 318 avec injection de carburant était de 170 ch et de 332 N m de couple. Le 360 avec injection de carburant a été évalué à 193 ch et à 386 N m de couple. En 1992, le moteur 318 Magnum à injection multipoint était le moteur standard, tandis que le 360 LA avec injection de carburant était toujours proposé en option. En 1993, le moteur 360 Magnum a remplacé le moteur LA.
De nombreuses boîtes de vitesses manuelles ont été proposées au fil des ans, à commencer par la A-230 à trois vitesses et finissant par la A-535 à cinq vitesses en 1992. Le NP435 "Granny Gear" à 4 vitesses était le plus courant dans les modèles à quatre roues motrices, ainsi que la version à rapport rapproché, le NP445. En 1988, l’embrayage est passé d’une liaison mécanique à un système hydraulique. Les modèles à transmission automatique avaient la Chrysler Loadflite TF-727A ou B jusqu'à ce qu'en 1991, elle soit remplacée par la A-500 / A-518 à quatre vitesses.
Une boîte de transfert NP-203 à traction intégrale était standard jusqu'en 1980, année où elle a été remplacée par la NP-208 à temps partiel. Celle-ci fut remplacée par le NP-241 en 1988. Les essieux étaient des Dana 44 à l'avant et des essieux de 9¼" ou 8 1/4" de l'entreprise Chrysler à l'arrière. Les modèles à traction intégrale (1973-1979) étaient équipés de la version permanente du Dana 44 qui ne prévoyait pas de blocage des moyeux et avait une conception de roulement des roues avant avec une réputation quelque peu douteuse. En 1978, lorsque le système à 4 roues motrices à temps partiel a été introduit, le Dana 44 était équipé d'un roulement des roues avant plus conventionnel et de moyeux à verrouillage automatique. À la fin de l'année modèle 1984, le Dana 44 est passé à une version CAD (Center Axle Disconnect). Le Dana 44 CAD était actionné par le vide par un interrupteur sur la boîte de transfert et alimenté par le vide du moteur. Le Dana 44 CAD a été maintenu jusqu'à la fin de la production du Ramcharger en 1993. L'interrupteur à vide sur la boîte de transfert échouait parfois et laissait le CAD engagé ou n'engageait pas du tout le CAD. Des différentiels à glissement limité étaient disponibles pour l'essieu arrière de 9¼". Les versions transmission intégrale utilisaient un cercle de boulons de 5 sur 4½" et les à modèles 4 roues motrices à temps partiel utilisaient un cercle de boulons de 5 sur 5½". Les modèles à deux roues motrices utilisaient cercle de boulons de 5 sur 4,5" et en 1985, ils passaient au modèle de 5 sur 5,5".
Le Ramcharger a continué d’être vendu au Mexique et au Canada jusqu’en 1996, avec quelques modifications mineures par rapport à la dernière version vendue aux États-Unis en 1993.

## Troisième génération: 1999-2001
Le nouveau Ramcharger a été fabriqué au Mexique à partir de 1998 pour 1999, sur la même plate-forme que le pick-up Dodge Ram et partageant l'essentiel de ses composants avec le Ram. Il partageait également certaines de ses pièces et composants avec les monospaces Chrysler de troisième génération (Chrysler Town & Country, Dodge Caravan/Plymouth Voyager). Il n'a été vendu qu'au Mexique, où la génération précédente de Ramcharger avait connu un certain succès. Il était disponible dans les niveaux de finition ST, SLT, SLT Plus et Sport. Propulsé par le V8 318 de 5.2 L ou le V8 Magnum 360 de 5.9 L et offert uniquement dans des versions à propulsion arrière, il a été abandonné après l'année modèle 2001.
L'une des caractéristiques de cette génération était un petit siège pliant à la troisième rangée dans la zone de chargement, qui faisait face sur le côté, le rendant moins pratique pour les longs trajets. L'arrière du véhicule ressemblait beaucoup au modèle des monospaces Chrysler de 1996-2000.
Cette version du Ramcharger n'a pas été vendue aux États-Unis pour de nombreuses raisons :
- Les ventes de SUV à deux portes ont diminué (GM a rapidement mis fin à la production de ses Tahoe et Yukon à deux portes et Ford a remplacé le Ford Bronco deux portes à peu près au même moment par le Ford Expedition quatre portes).
- DaimlerChrysler venait tout juste de lancer deux SUV de taille moyenne (les Jeep Grand Cherokee et Dodge Durango ), qui auraient été concurrents avec un Ramcharger de troisième génération.
- Enfin, ce gros véhicule utilitaire sportif aurait eu un impact négatif sur la consommation moyenne de carburant  pour un très faible retour sur investissement.